# Libouchec
Libouchec (deutsch Königswald) ist eine Gemeinde im Bezirk Aussig in Tschechien.

## Geographie

### Lage
Das Waldhufendorf Libouchec liegt elf Kilometer nördlich des Stadtzentrums von Ústí nad Labem bzw. zwölf Kilometer westlich von Děčín und gehört zum Okres Ústí nad Labem. Die Ortslage erstreckt sich am Übergang des Erzgebirges, Elbsandsteingebirges und Böhmischen Mittelgebirges über sechs Kilometer entlang des Jílovský potok (Eulabach). Nördlich erheben sich der Hájek (589 m), Na Tisce (504 m) und Nad Stěnami (Steinwand, 622 m), im Nordosten der Holý vrch (528 m), südöstlich die Výrovna (Hegeberg, 540 m), im Süden die Strážiště (Hutberg, 533 m), südwestlich die Nakléřovská výšina (Nollendorfer Höhe, 703 m) sowie im Westen der Výhledy (Keiblerberg, 722 m). Durch das Dorf führt die Fernverkehrsstraße I/13 von Teplice nach Děčín und die Bahnstrecke Děčín–Chomutov, auf der seit 2007 der Personenverkehr eingestellt ist. Westlich von Libouchec verläuft die Autobahn D 8 durch die Tunnel Libouchec und Panenská.
Nachbarorte sind Tisá und Nový Libouchec im Norden, Sněžník im Nordosten, Kamenec und Modrá im Osten, Čermná im Südosten, Mnichov, Luční Chvojno, Velké Chvojno, Poštovní Dům und Malé Chvojno im Süden, Žďárek, Na Fibichu und Knínice im Südwesten, Horní Libouchec, Nakléřov, Horní Les und Panenská im Westen sowie Petrovice und Antonín im Nordwesten.

### Ortsgliederung
Die Gemeinde Libouchec besteht aus den Ortsteilen Čermná (Leukersdorf), Knínice (Kninitz), Libouchec (Königswald) und Žďárek (Zuckmantel). Grundsiedlungseinheiten sind Čermná, Knínice, Libouchec, Nový Libouchec (Neu Königswald) und Žďárek. Zu Libouchec gehören außerdem die Ortslagen Horní Les (Oberwald) und Horní Libouchec (Holzgrund).
Das Gemeindegebiet gliedert sich in die Katastralbezirke Čermná u Libouchce, Knínice u Libouchce und Libouchec.

### Nachbarorte
|                        | Tisá (Tyssa)                                           |                                                 |
| Petrovice (Peterswald) | Kompassrose, die auf Nachbargemeinden zeigt            | Jílové (Eulau)                                  |
| Telnice (Tellnitz)     | Ústí nad Labem (Aussig), Velké Chvojno (Böhmisch Kahn) | Chuderov (Groß-Kaudern), Malšovice (Malschwitz) |

## Geschichte
Im 11. bzw. 12. Jahrhundert entstand an der durch den Königswald führenden Salzstraße nach Děčín (Tetschen) eine Feste. Im Jahre 1169 erhielt der Johanniterorden die Bewilligung zur Kolonisation der Waldgebiete am Berg Chwogen, die nördliche Grenze des Gebietes bildete der Bach Luhbuhce. In dessen Tal entstand zum Ende des 13. Jahrhunderts um die königliche Feste das Dorf Regis Silva / Königswald, das durch den Bach getrennt, anteilig zu den Besitzungen der Johanniter und der Herrschaft Schreckenstein gehörte.
Im 14. Jahrhundert erwarben die Herren von Wartenberg das gesamte Dorf und schlugen es der Herrschaft Tetschen zu. Seit 1357 ist in Königswald eine Kirche nachweisbar. Nach dem Untergang des am Hutberg gelegenen Dorfes Lauben (Pavlač) siedelten sich dessen Bewohner 1406 in Königswald an. Zwischen 1410 und 1421 wirkte in Königswald und dem benachbarten Eulau der hussitische Priester Peter.
1487 verkaufte Sigmund von Wartenberg auf Tetschen die Hälfte des Wassers aus dem Bach Luhbuhce an die Stadt Aussig und im Holzgrund wurde ein Wasserteiler errichtet, der das Aussiger Wasser dem Kleischbach (Klíšský potok) zuführte. Wegen Überschuldung verkaufte Sigmund von Wartenberg 1511 die Herrschaft Tetschen mit Sperlingstein, Kamnitz und Scharfenstein für 60.000 Schock böhmische Groschen an Nikolaus III. Trčka von Lípa.
Dieser veräußerte den Besitz vier Jahre später für 70.000 Schock an die Brüder Hans, Wolf und Friedrich von Salhausen auf Wehlen. Bei der Güterteilung von 1522 fiel Königswald Hans von Salhausen zu, der die Herrschaft Tetschen 1534 an Rudolf von Bünau verkaufte. Seit der Mitte des 16. Jahrhunderts hatte Königswald evangelische Pfarrer.
Der vom Bach abgeleitete tschechische Ortsname Libouchec ist 1453 erstmals zu finden. Im Jahre 1552 war das Dorf von einem großen Hochwasser betroffen. 1554 bestanden in Königswald ein Hammer und eine Brettmühle. In Holzgrund befand sich ein Zollhaus. Die Bewohner lebten von der Holzwirtschaft, dem Silberbergbau und der Landwirtschaft. Nach einer Erbteilung unter den Herren von Bünau bildete Königswald zusammen mit Schönstein ab 1579 eine eigene Herrschaft, deren Besitzer Günther von Bünau wurde. Dieser bewohnte das von seinem gleichnamigen Vater errichtete Schloss Schönstein und ließ in Königswald anstelle der alten Feste ein weiteres Schloss errichten. 1591 erbte Günther von Bünau auf Schönstein-Königswald noch einen Teil von Bodenbach und ließ dort das Schloss Bünau (Bünauburg) erbauen. Er verstarb wahrscheinlich im Jahre 1619 und die Herrschaft fiel gemeinschaftlich seinen Söhnen Günther und Rudolf zu.
Infolge der Verneuerten Landesordnung, die den Katholizismus zur einzigen Konfession in Böhmen erklärte, entschlossen sich die protestantischen Brüder von Bünau zum Exil nach Kursachsen und verkauften die Gutsherrschaft Schönstein mit Königswald und Bünau 1627 für 73.000 Gulden an Christoph von Thun. Er kaufte 1628 mit der Herrschaft Tetschen und 1629 auch Eulau die weiteren Besitzungen der Bünauer in Nordböhmen auf. Während des Dreißigjährigen Krieges verwüsteten 1631 kroatische und schwedische Truppen, dabei wurden Schönstein und Tyssa gänzlich niedergebrannt. Im selben Jahre kehrten Günther und Rudolf von Bünau mit sächsischen Truppen zurück und bemächtigten sich bis Anfang 1632 ihrer früheren Güter. Auf Befehl Ferdinands II. stellten die Grafen von Thun daraufhin die aus dem Kauf fälligen jährlichen Abschlagszahlungen ein und die Kaufsumme wurde letztlich erst bis 1679 beglichen. Nach dem Ende des Krieges lag das Dorf zu großen Teilen wüst und in der Gegend brach ein Bauernaufstand aus. 1671 verbanden die Reichsgrafen Thun und Hohenstein die bis dahin bereits weitgehend an Tetschen angeschlossene Herrschaft zum Familienfideikommiss Tetschen. Zu dieser Zeit bestand Königswald aus 131 Häusern und hatte 855 Einwohner. Bis zur Mitte des 19. Jahrhunderts blieb Königswald immer der Herrschaft Tetschen untertänig.
Nach der Aufhebung der Patrimonialherrschaften bildete Königswald / Králový Les mit den Ortsteilen Oberwald, Neu Königswald und Holzgrund ab 1850 eine politische Gemeinde in der Bezirkshauptmannschaft Tetschen. Seit 1856 bestand in Königswald ein Postamt. Im selben Jahre wurde auch eine Finanzwache eingerichtet, um den zunehmenden Grenzschmuggel von und nach Sachsen zu unterbinden. Zwischen 1869 und 1871 errichtete die Dux-Bodenbacher Eisenbahn südlich entlang des Dorfes die Bahnstrecke Bodenbach-Komotau. Seit 1924 ist Libouchec der amtliche tschechische Name des Dorfes, die Bevölkerung gehörte größtenteils der deutschen Volksgruppe an. Nach dem Münchner Abkommen wurde Königswald 1938 dem Deutschen Reich zugeschlagen und gehörte bis 1945 zum Landkreis Tetschen, ab 1943 Tetschen-Bodenbach. 1939 hatte die Gemeinde 2126 Einwohner. 1945 kam Libouchec zur Tschechoslowakei zurück, die deutschen Bewohner wurden vertrieben. Seit 1961 gehört Libouchec zum Okres Ústí nad Labem, zugleich kam Čermná als Ortsteil hinzu. Das größtenteils erloschene Dorf Horní Les verlor 1974 seinen Status als Ortsteil. 1976 erfolgte die Eingemeindung von Žďárek und Knínice. Zwischen 1980 und 1997 war auch Velké Chvojno nach Libouchec eingemeindet.

## Entwicklung der Einwohnerzahl
| Jahr | Einwohnerzahl |
| ---- | ------------- |
| 1869 | 1510          |
| 1880 | 1723          |
| 1890 | 1818          |
| 1900 | 1852          |
| 1910 | 2019          |

| Jahr   | Einwohnerzahl |
| ------ | ------------- |
| 1921   | 1822          |
| 1930   | 2156          |
| 1950   | 1493          |
| 1961   | 1581          |
| 1970 1 | 1738          |

| Jahr   | Einwohnerzahl |
| ------ | ------------- |
| 1980 2 | 1811          |
| 1991 2 | 1671          |
| 2001 2 | 1683          |
| 2011 2 | 1753          |

## Sehenswürdigkeiten

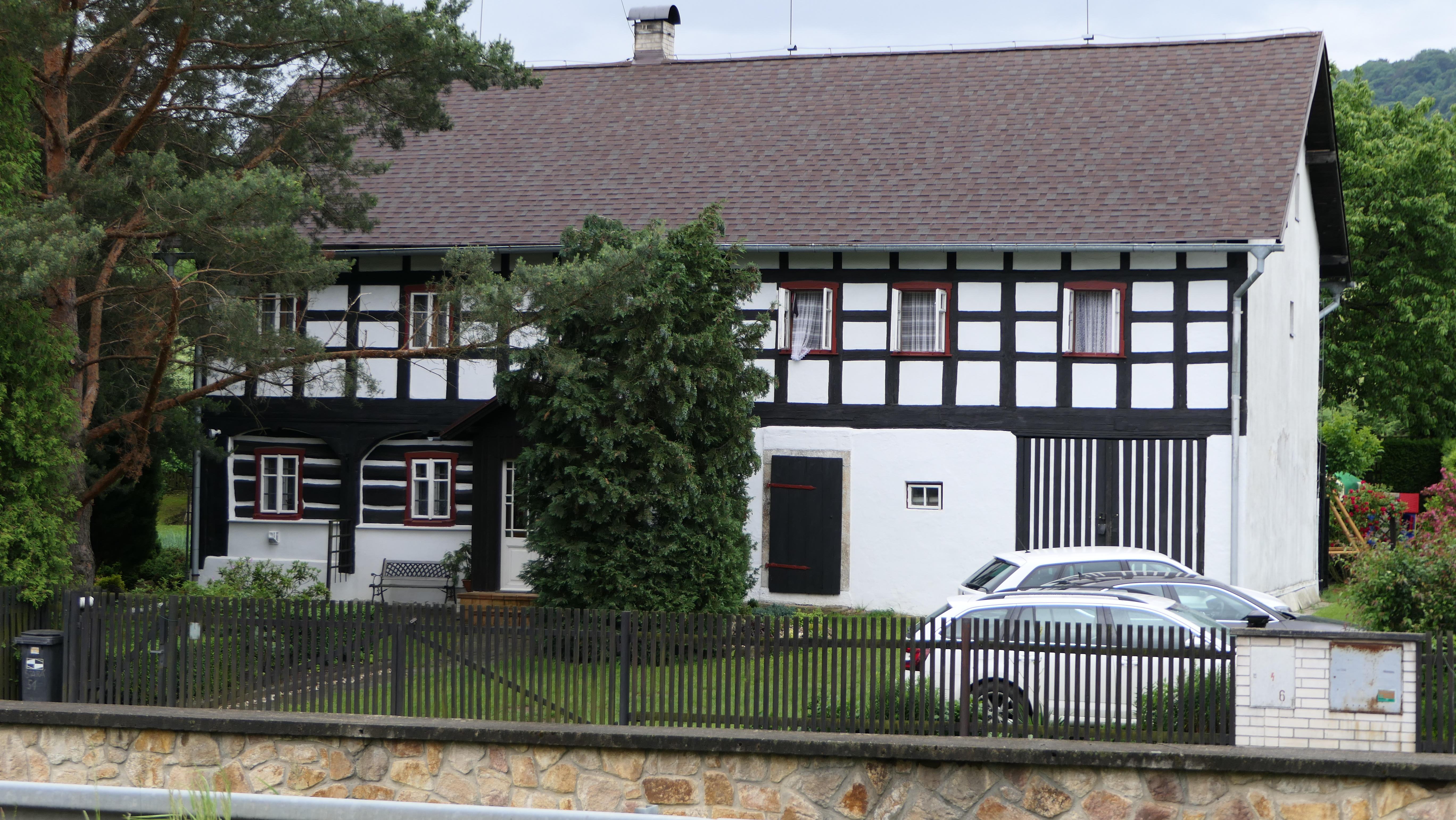
Böhmisches Umgebindehaus in Libouchec

- Kirche der hl. Drei Könige, errichtet 1857 anstelle eines Vorgängerbaus
- Kirche des hl. Nikolaus in Čermná, der Bau aus der ersten Hälfte des 18. Jahrhunderts ist heute verfallen
- Kapelle der Heiligen Johannes und Paul in Knínice, errichtet 1741
- Schloss Libouchec, Renaissancebau aus der zweiten Hälfte des 16. Jahrhunderts
- Königswalder Wände (Libouchecké stěny), Sandsteinfelsformationen nördlich des Dorfes, südöstliche Fortsetzung der Tyssaer Wände
- Statuengruppe Kalvarienberg, geschaffen 1728
- Sühnekreuze